# Egon Machat
Egon Machat (n. 21 aprilie 1914, Sibiu, Transilvania, Austro-Ungaria – d. 1995, Geretsried, Germania) a fost un scriitor de limba germană originar din România.
A urmat gimnaziul Bischof Teutsch Gymnasium din Sighișoara (în prezent Joseph Haltrich Lyzeum).
A urmat apoi studii de germanistică, romanistică și istoria artei la Cernăuți. După mai mulți ani de stagiu militar, s-a întors ca profesor de limba germană la liceul pe care l-a absolvit, și a predat aici limba germană timp de 35 de ani.
După reforma învățământului din 1948, liceul a devenit "Liceu Pedagogic". Timp de trei ani Prof. Machat a fost director adjunct.
După al Doilea Război Mondial, toate instituții culturale și asociațiile germane au fost desființate. Deoarece viitorii învățători trebuiau să se instruiască și în predarea infrmațiilor culturale, Prof. Macht a folosit prilejul să organizeze cu elevii reprezentații teatrale în limba germană, pe care le-a prezenta nu numai la Sighișoara, ci și în localități din Banat și chiar la București. De exemplu, spectacolul cu dramatizarea basmului "Cenușăreasa" (Aschenputtel) a fost prezentat de 20 de ori.
În 1956 liceul s-a transformat în "Liceu real-uman", cu predare în limba germană.  Prof. Machat a contribuit la scrierea a două din manualele necesare.
În anii '60, Prof. Machat a condus și o trupă de teatru de amatori la Casa de cultură din Sighișoara, prezentând, între altele, și o comedie în dialectul săsesc, Et git äm de Fronjder (Este vorba despre căsnicie), cu care a mers în turneu și a dat peste 50 de reprezentații.
În anul 1974 s-a pensionat iar în 1977 a emigrat în Republica Federală Germania. Acolo a organizat din nou o trupă de teatru și a fost referent cultural al secției bavareze (Landesgruppe Bayern) a Asociației Sașilor Transilvăneni (Landsmannschaft der Siebenbürger Sachsen).

## Scrieri
- Humoristische Erzählungen, aus Schäßburg in Siebenbürgen, Editura J.G. Bläschke, St. Michael, 1981